# Gymnanacamptis anacamptis
Gymnanacamptis anacamptis là một loài thực vật có hoa trong họ Lan. Loài này được (F.Wilms) Asch. & Graebn. mô tả khoa học đầu tiên năm 1907.